# Надія (печера, Абхазія)
Надія - печера, що розташована в Абхазії, Гудаутському районі, на Бзибському хребті. Протяжність 130 м, проективна довжина 20 м, глибина — 115 м, площа — 25 м², об'єм — 3000 м³, висота входу — близько 1700 м.

## Складнощі проходження печери
Категорія складності 2Б.

## Опис печери
Починається на вирівняному вододілі. Складається з серії колодязів 15, 35, 35, 32, 30, 10 м глибиною, закладених по одній тріщині.
Закладена в нижньокрейдових вапняках. З глибини 15 м відзначено капання .

## Історія дослідження
Виявлено і досліджено в 1982 р. спелеологами Сімферополя.